# حباك سبيك
حباك سبيك (الاسم العلمي: Ploceus spekei) نوع من الطيور الصغيرة من فصيلة الحباك، متوطن في إثيوبيا، كينيا، الصومال وتنزانيا.